# Acanthistius joanae
Acanthistius joanae är en fiskart som beskrevs av Phillip C. Heemstra 2010. Acanthistius joanae ingår i släktet Acanthistius och familjen havsabborrfiskar. Inga underarter finns listade i Catalogue of Life.